# مترو إسطنبول
مترو إسطنبول (بالتركية: İstanbul metrosu) هو شبكة سكك حديدية سريعة لنقل الأفراد تخدم مدينة إسطنبول، تركيا. يتم تشغيله من قبل شركة مترو إسطنبول (كانت تعرف باسم إسطنبول أولاشيم قبل عام 2016)، وهي مؤسسة عامة، تدار من قبل بلدية محافظة إسطنبول. أقدم جزء من المترو هو خط إم-1، والذي تم افتتاحه سنة 1989، يمتلك المترو اليوم 104 محطات في الخدمة، و64 محطة أخرى تحت الإنشاء.
يتكون النظام من سبعة خطوط باسم إم-1، إم-2، إم-3، إم-4، إم-5، إم-6 وإم-7. المزيد من الخطوط تحت الإنشاء أو التخطيط: خط إم-8 (بوستانجي-دودولو) سيكون في الجزء الآسيوي، بينما سيكون خط إم-9 (أتاكوي-إكيتيلي) في الجزء الأوروبي.
يتصل مترو إسطنبول مع خط مرمراي العابر تحت البوسفور (والذي يربط خطوط المترو بين جزئي المدينة الأوروبي والآسيوي)، وخط السكك الحديدية المعلقة إف-1، وكذلك مع خطوط شبكة الترام تي-1، تي-4 وتي-5.

## التاريخ

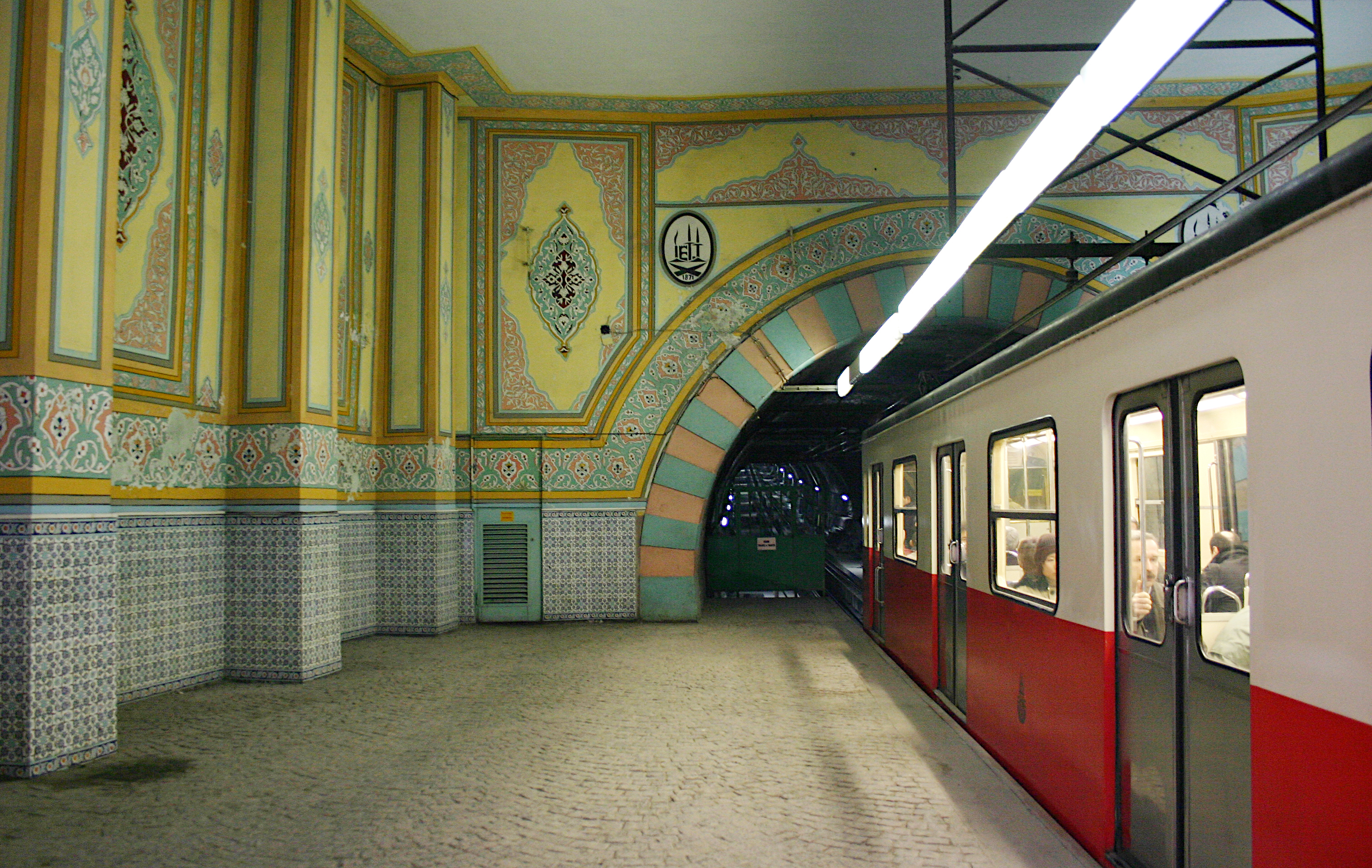
محطة تونيل في منطقة كاراكوي، والتي دخلت الخدمة في 17 يناير، 1875.

أقدم خط سكك حديدية حضري تحت الأرض في إسطنبول هو تونيل، والذي دخل الخدمة في 17 يناير، 1875. ويعتبر ثاني أقدم خط سكك حديدية حضري تحت الأرض في العالم بعد مترو لندن والذي تم بناؤه في 1863، والأول في أوروبا القارية.
أول خطة رئيسية لشبكة مترو كاملة في إسطنبول، والتي خططها المهندس الفرنسي ل. غويربي، كانت في تاريخ 10 يناير، 1912. تألفت الخطة من 24 محطة بين منطقتي الفاتح وشيشلي وشملت معبراً في القرن الذهبي. كل محطة كانت ستحتوي على رصيف بمساحة 75 متر مربع بجانب خط السكة الحديدية، بينما تختلف المسافة بين المحطات من 220 إلى 975 متر. مخططات المشروع، والتي لم يتم تنفيذها على الواقع، معروضة اليوم في متحف جامعة إسطنبول التقنية.
في 1936، اقترح المخطط الحضري هنري بروست شبكة مترو بين منطقتي تقسيم وبايازيد، حتى الشمال والجنوب من القرن الذهبي. في شهر أكتوبر من العام 1951 اقترحت الشركة الهولندية نيديكو مسار مشابه بين تقسيم وبايازيد، وفي سبتمبر 1952 جهز مدير قسم النقل في باريس، مارك لانغيفين، تقريراً من 14 جزء مع شريكه لويس ميزونيه لتنفيذ المشروع ودمجه مع وسائل النقل العامة الأخرى في المدينة. غير أن هذه الخطط لم تنفذ على أرض الواقع وأهملت جميع الاقتراحات حتى عام 1987، عندما وضعت الخطة لمترو إسطنبول الحالي.
بدأت أعمال البناء لأول نظام سكك حديدية حديث في 1989. أطلق على الخط إم-1 في البداية اسم «هفيف مترو» (والذي يعني في العربية «المترو الخفيف»). بالرغم من أنه قد أسس كخط متعدد المستويات، إلا أنه يحتوي على قطارات وأرصفة أقصر من المعتاد في خط المترو التقليدي، ومن هنا أتى اسم «المترو الخفيف». تمت توسعة الخط إم-1 لاحقاً من أكسراي باتجاه الضواحي الغربية للمدينة، وصولاً إلى مطار أتاتورك في الجنوب الغربي عام 2002. عملية البناء للخط إم-2 بدأت في 11 سبتمبر من العام 1992، ولكنها واجهت العديد من التحديات بسبب اكتشاف الكثير من المواقع الأثرية أثناء عملية الحفر، والتي ساهمت في إبطاء أو حتى إيقاف العديد من المحطات خصوصاً في الجنوب. بسبب النشاط الزلزالي في إسطنبول، تم بناء كامل الشبكة باستعمال طريقة الحفر والردم والتي تقاوم الزلازل بقوة تصل إلى 9.0 على مقياس ريختر.
أول جزء بين تقسيم وليفينت دخل الخدمة، بعد بعض التأخيرات، في 16 سبتمبر من العام 2000. طول هذا الخط 8.5 كم (5.3 ميل) ويحتوي على 6 محطات متشابهة في الشكل ولكن بألوان مختلفة. في عام 2000، كانت هناك 8 قطارات من صناعة شركة ألستوم في الخدمة، كل واحدة منها تحتوي على 4 مقطورات، والتي تحركت كل 5 دقائق ونقلت 130,000 راكب يومياً. في 30 يناير 2009، دخلت أول قطارات من صناعة يوروتيم في الخدمة،  فأصبح هناك 34 قطاراً يستعمل في الخط إم-2، كما تم افتتاح توسعة شمالية للخط من ليفينت حتى مسلك. في الثاني من سبتمبر للعام 2010، تم إلحاق المحطة الأخيرة دار الشفقة. أما في 15 فبراير 2014، دخلت التوسعة الجنوبية للخط إم-2 من تقسيم حتى يني كابي مروراً بالقرن الذهبي عبر محطة هاليتش على الجسر وتحت الأرض عبر شبه الجزيرة التاريخية. طول التوسعة 5.2 كم مع أربع محطات، بتكلفة إجمالية 593 مليون دولار. يتقاطع الخط إم-2 في يني كابي مع الخط إم-1 وخط مرمراي.

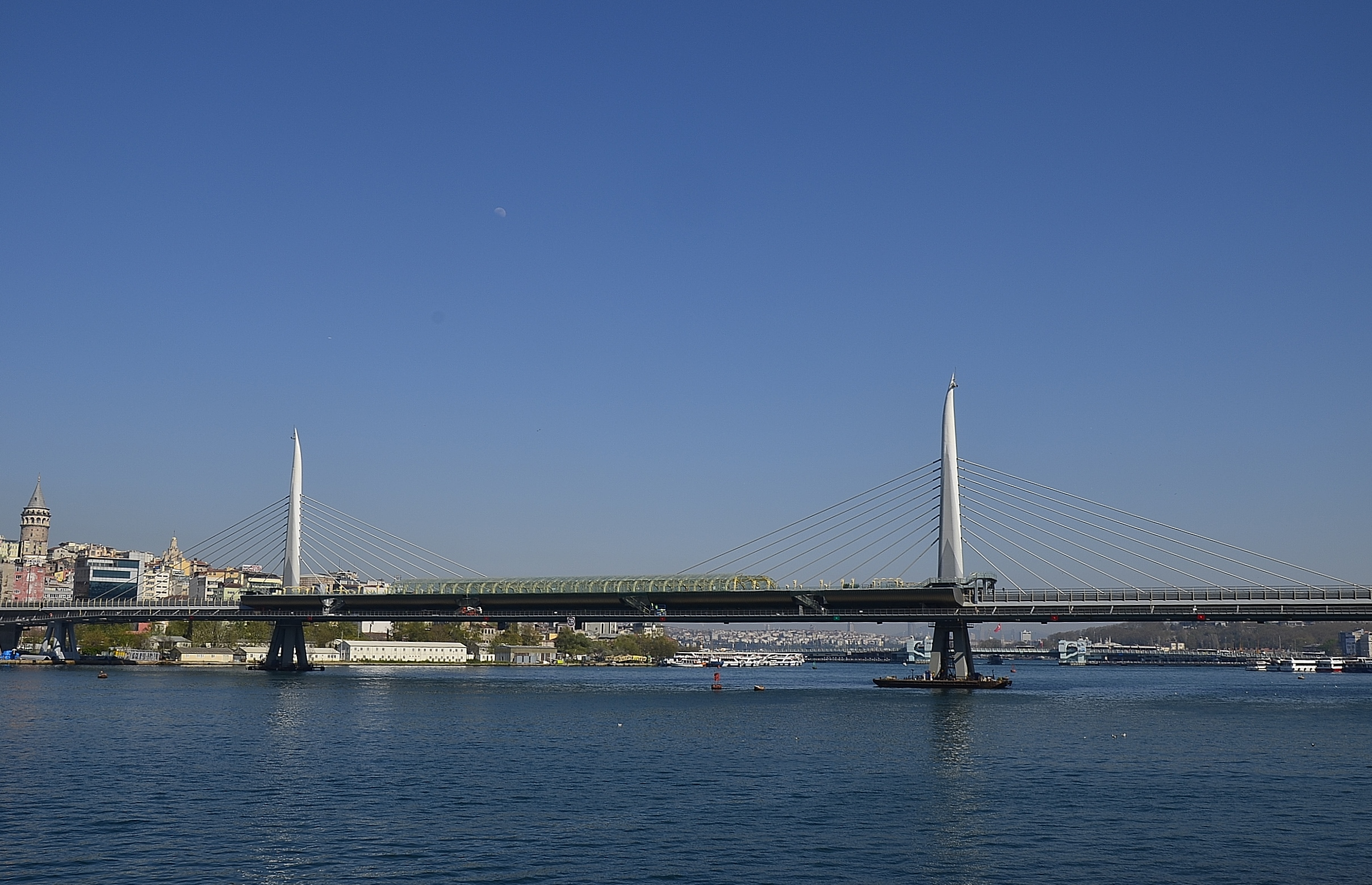
جسر مترو القرن الذهبي الذي دخل الخدمة عام 2014.

تستغرق الرحلة بين محطة شيشاني في بيوغلو ومحطة حجي عثمان في مسلك 27 دقيقة بطول 20 كم (12.4 ميل)، متضمنة شيشاني - تقسيم (1.65 كم، دقيقتان)، تقسيم - ليفينت (8.5 كم، 12 دقيقة)، وليفينت - حجي عثمان (8.1 كم، 12 دقيقة). سيصل الطول الإجمالي للجزء الأوروبي من الخط إم-2 إلى 23 كم (14.3 ميل) عندما يتم الانتهاء من جميع المحطات ال16 من حجي عثمان إلى يني كابي،  مع استثناء جسر مترو القرن الذهبي بطول 936 متر،  ونفق تقسيم-كاباتاش المتصل بالميناء بطول 600 متر،  ونفق يني كابي-أكسراي الذي يصل الخط إم-1 بمركز يني كابي للنقل الجماعي بطول 600 متر.
في الجانب الآسيوي، عملية بناء الجزء المتبقي من خط إم-4 الذي طوله 26.5 كم (16.5 ميل) من كاديكوي إلى كاينارجا قيد التنفيذ، ليصبح المجموع 19 محطة. كلف 751 مليون يورو وتم بناؤه بواسطة جميعة أستالدي وماكيول وغوليرماك. أول جزء افتتح في 17 أغسطس 2012، منتهية في كارتال. بدأت عملية بناء الخط إم-5 من أسكودار إلى سانجاكتيبي عبر عمرانية بطول 20 كم (12.4 ميل) في مارس 2012.

## التشغيل
يعمل المترو من الساعة السادسة صباحاً حتى الساعة الثانية عشر صباحاً، كل 6 إلى 10 دقائق. كما تنخفض في أوقات الذروة إلى 3 دقائق.

## الخطوط
في هذا الجدول خطوط المترو التي في الخدمة حالياً. خمسة خطوط إضافية تحت الإنشاء أو التخطيط.
| الخط      | المسار                                    | الافتتاح  | الطول    | المحطات | ملاحظات |
| --------- | ----------------------------------------- | --------- | -------- | ------- | --- |
|           | يني كابي ↔ مطار أتاتورك / كيرازلي         | 1989      | 26.1كم   | 23      | تم افتتاح توسعة إلى يني كابي بطول 700 متر في 15 فبراير 2014. يعمل من السادسة صباحاً حتى الثانية عشر صباحاً.                 |
|           | يني كابي ↔ حجي عثمان                      | 2000      | 23.5 كم  | 16      | تم الإنتهاء من التوسعة الجنوبية بطول 3.5 كم وثلاث محطات في فبراير 2014. يعمل من السادسة وربع صباحاً حتى الثانية عشر صباحاً. |
|           | كيرازلي ↔ ميترو كينت - أولمبياد           | 2013      | 15.9 كم  | 11      | التوسعة الجنوبية إلى بكركوي بطول 9 كم و7 محطات تحت الإنشاء. يعمل من السادسة صباحاً حتى الثانية عشر صباحاً.                  |
|           | كاديكوي ↔ تاوشانتيبي                      | 2012      | 26.5 كم  | 19      | توسعة بأربع محطات إضافية تحت الإنشاء. يعمل من السادسة صباحاً حتى الثانية عشر مساءً.                                         |
|           | أسكودار ↔ يمانيولير                       | 2017      | 10.5 كم  | 9       | افتتح في 15 ديسمبر 2017. ويعمل من السادسة صباحاً حتى الثانية عشر مساءً تستغرق الرحلة من أسكودار إلى يمانيولير 17 دقيقة.     |
|           | ليفينت ↔ بوازيتشي أونيفيرسيتيسي/هيساروستو | 2015      | 3.3 كم   | 4       | الميني مترو هو في الواقع خط مترو خفيف.                                                                                    |
| الإجمالي: | الإجمالي:                                 | الإجمالي: | 105.8 كم | 82      | |

## المحطات

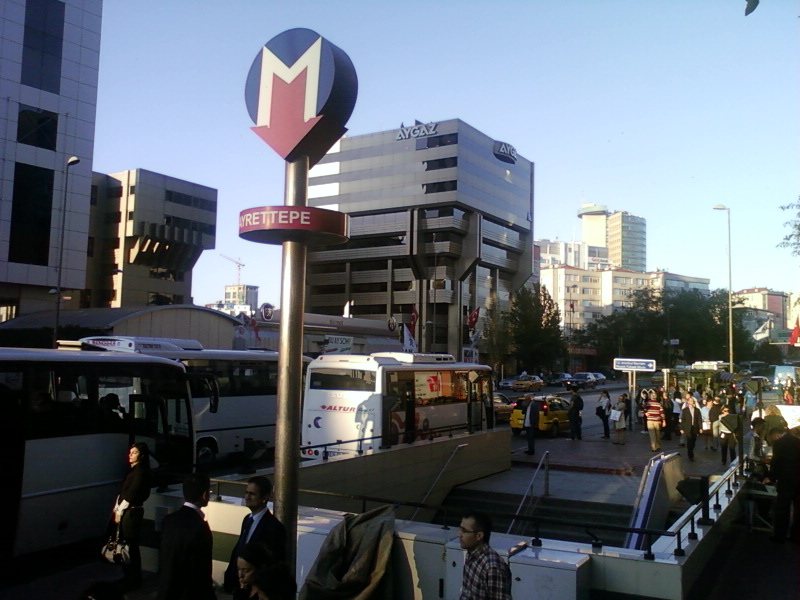
لافتة مترو إسطنبول في مدخل محطة غايريتيبي.

يحتوي نظام مترو إسطنبول على 79 محطة في الخدمة و50 محطة أخرى تحت الإنشاء. وبما أن معظم النظام يقع تحت الأرض، يتم الوصول إلى المحطات غالباً بالنزول عن مستوى الشارع. هناك لافتة بشعار مترو إسطنبول على كل مداخل المحطات مع اسم المحطة أسفل الشعار. تقع المداخل غالباً على أرصفة الشوارع رغم أن مداخل معظم المحطات الجديدة تقع في الساحات العامة.
تنقسم المحطات في إسطنبول إلى:
- 63 محطة تقع كلياً تحت الأرض
- 5 محطات مرتفعة عن سطح الأرض
- 9 محطات على الجسور أو على مستوى سطح الأرض

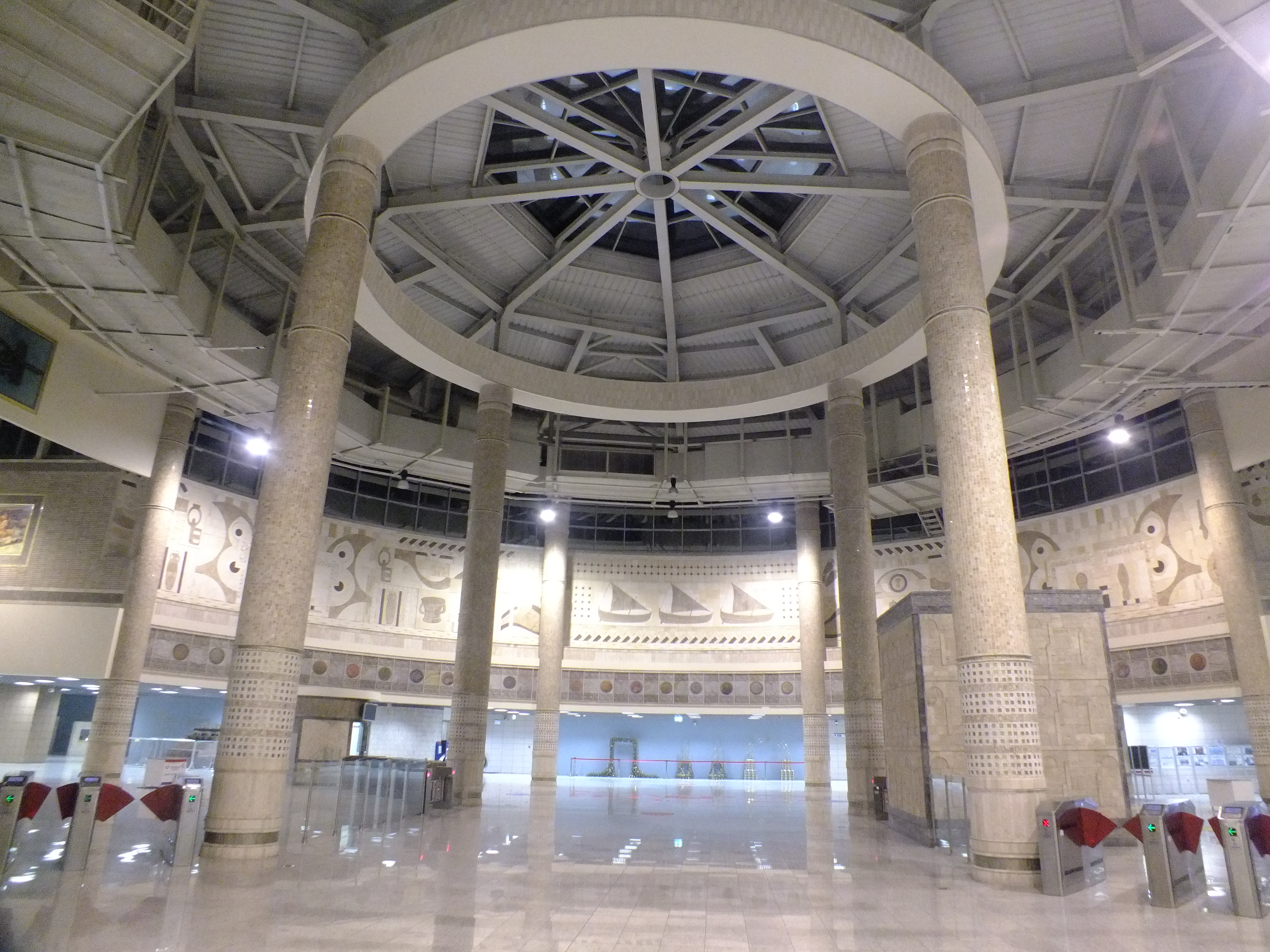
المشرف الخاص بمحطة يني كابي.

- محطتان تقعان جزئياً تحت الأرض

### المشارف
تحتوي معظم المحطات على مشرف يقع مباشرة تحت مستوى الشارع، والذي يمكن الركاب من دخول المحطات من مواقع مختلفة والوصول إلى المنصة الصحيحة دون الحاجة إلى عبور أية شوارع. يوجد في داخل المشارف آلات بيع التذاكر وبواوبات دوارة، حيث يلزم على الركاب الدفع للدخول إلى منصة القطار. في بعض المحطات، تكون المشارف موصولة بمباني وعمارات مجاورة كالمجمعات والمراكز التجارية. يوجد في كل مشرف رجال أمن لمنع دخول من لا يحمل تذكرة والحماية من الجرائم.
يوجد طريق متحرك ومخارج مختلفة في المحطات التي تتطلب مشياً طويلاً، كمحطة تقسيم.
يمكن للركاب استعمال آلات بيع التذاكر أو الأكشاك لدفع ثمن رحلتهم، وذلك إما بالتذاكر أو بتخزين رصيد في بطاقة كرت إسطنبول. بعد عبور البوابات الدوارة، يستمر الركاب بالمشي إلى مستوى المنصة.

### الأرصفة

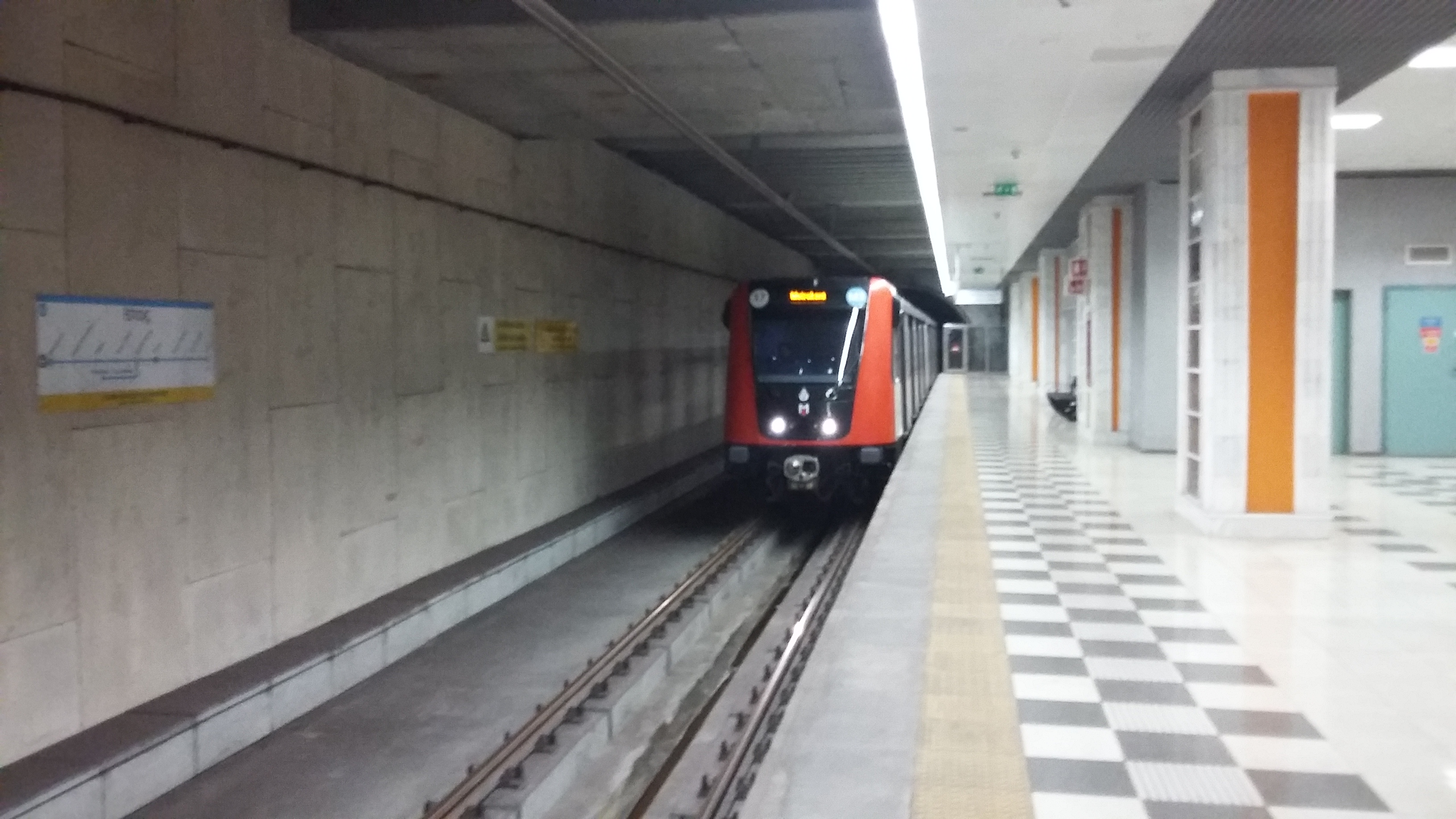
رصيف في محطة إستوتش.

لأن الخطوط في مترو إسطنبول لها مواصفات مختلفة، أبرزها طول القطارات، ليس هناك طول محدد للأرصفة. يبلغ طول أقدم الأرصفة في الشبكة، والتي تم بناؤها بين عامي 1989 و2002 على الخط إم-1، 100 متر (330 قدم) وتستوعب قطارات بأربع مقطورات. أما أرصفة الخطوط إم-2، إم-3، وإم-4 فتقع على امتداد ما يقارب الـ150 متر (490 قدم) وبإمكانها استيعاب قطارات بثمان مقطورات. في حين أن أرصفة الخط إم-5 تستوعب قطارات بطول ست مقطورات، بينما أرصفة الخط إم-6 تستوعب قطارات بأربع مقطورات.
تغلق بعض أجزاء الأرصفة خارج أوقات الذروة، خصوصاً على الخط إم-2. بينما تكون أرصفة الخط إم-2 مفتوحة بالكامل في أوقات الذروة، تصل المساحة إلى 4 مقطورات فقط خارج أوقات الذروة. أرصفة الخط إم-5 محمية بحواجز زجاجية، وبأبواب تفتح فقط عندما يكون القطار في المحطة. تتكون معظم الأرصفة في إسطنبول من رصيفان جانبيان أو رصيف واحد مركزي باستثناء خطوط السكك الحديدية المعلقة، إلا أن هناك خمس محطات تتكون من رصيفان مركزيان وتخدم ثلاثة مسارات. وهذه المحطات هي أوتوغار على الخط إم-1، يني كابي وسانايي على الخط إم-2، أولمبياد على الخط إم-3، وبوستانجي على الخط إم-4.

## التقاطعات
يوجد تقاطع في الخط إم-2 مع الخط إف-1 في تقسيم وتقاطع آخر مع محطة المتروباص زينجيرليكويو في غايرتيبي. أما الخط إم-3 فيتقاطع مع الخط إم-1 في محطة كيرازلي. بينما يتقاطع الخط إم-4 مع المرمراي في محطة آيريليك جيشميسي ومع المتروباص في محطة غايريتيبي. ويتقاطع الخط إم-5 المرمراي والإدو في محطة أسكودار ومع المتروباص في ألتونيزادي. وأخيراً يتقاطع الخط إم -6 مع الخط إم-2 في محطة ليفينت.

## هيكل المقطورات

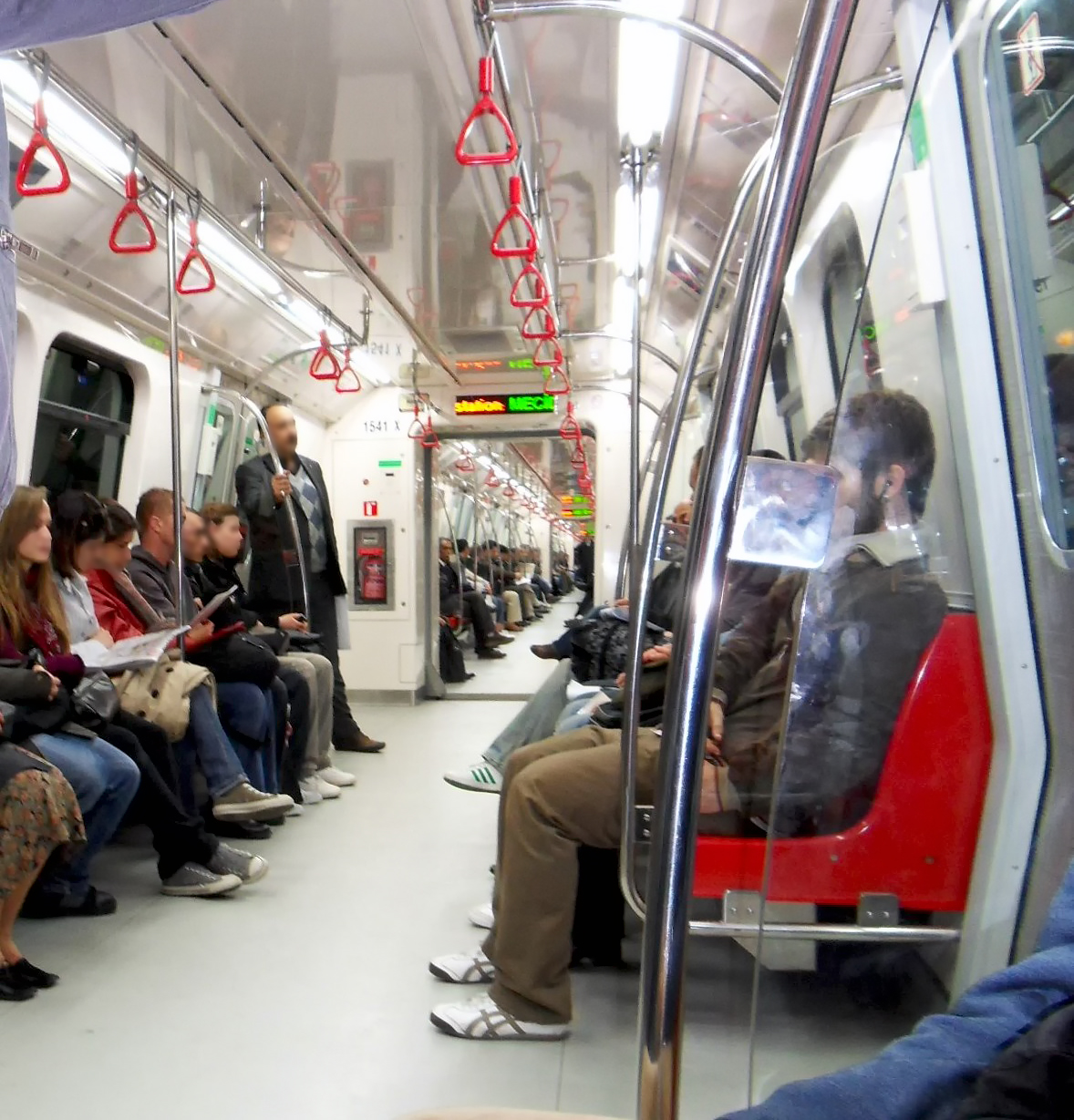
داخلية إحدى مقطورات الخط إم-2.

هيكل مقطورات الخط إم-1 الخفيف، والتي تستعمل منذ 1989، مصنوعة من قبل شركة إيه بي بي للمقطورات الخفيفة وتستعمل نفس المقطورات في خط الترام تي-4.
أول هياكل كاملة في مترو إسطنبول، والتي دخلت الخدمة في السادس عشر من شهر سبتمبر للعام 2000 وتعمل على خط تقسيم - ليفينت، مصنوعة من قبل شركة ألستوم. هذه القطارات مكيفة ومزودة بشاشات إل سي دي. في 30 يناير 2009، دخلت أول ثمانية قطارات (كل واحدة بأربع مقطورات) والمصنعة من قبل شركة يوروتيم في الخدمة. اليوم يمتلك النظام 268 قطاراً. هذه القطارات مكيفة ومزودة بشاشات إل سي دي هي الأخرى، وكذلك خط المسار الديناميكي الذي يظهر وجهات القطار.
في سبتمبر 2009، وقعت شركة سي إيه إف الإسبانية عقداً لتزويد الخط إم-4 ب 144 وحدة، وبسعر 1,156,159 يورو.وحدات المترو هذه تتكون من أربع مقطورات بطول إجمالي 90 متر وتتسع كحد أقصى لـ1300 راكب.

## التوسعات المستقبلية
كأحد أهداف بلدية إسطنبول لتوسيع شبكة النقل الحديدية في المدينة إلى 1,023 كم (636 ميل) في عام 2020، هناك عدة خطوط تحت الإنشاء أو التخطيط. نظراً لأن شبكة النقل الحديدية ليست واسعة إلى حد كبير، تركز بلدية إسطنبول على ربط المناطق الحضرية للمدينة بخطوط المترو.
من المقرر بحلول عام 2019 أن تفتتح البلدية خمسة خطوط مترو جديدة وأن تكمل توسعة ثلاثة خطوط. أما بحلول عام 2023 تقرر البلدية افتتاح ثلاثة خطوط أخرى جديدة وتكمل توسعة ستة خطوط أخرى.
خطوط المترو الموضحة في الجدول التالي تحت الإنشاء:
| الخط     | المسار                           | الطول                  | المحطات          | ملاحظات                           |
| -------- | -------------------------------- | ---------------------- | ---------------- | --------------------------------- |
|          | بكركوي-إدو ↔ كيرازلي             | 9.0 كم (تحت الإنشاء)   | 7 (تحت الإنشاء)  | الخط تحت الإنشاء، الافتتاح:2019.  |
|          | تاوشانتيبي ↔ مطار صبيحة          | 7.4 كم (تحت الإنشاء)   | 4 (تحت الإنشاء)  | الخط تحت الإنشاء، الافتتاح: 2018. |
|          | يمانيولير ↔ تشيكميكوي-سانجاكتيبي | 9.5 كم (تحت الإنشاء)   | 7 (تحت الإنشاء)  | الخط تحت الإنشاء، الافتتاح: 2018. |
|          | كاباتاش ↔ محمود بيه              | 24.5 كم (تحت الإنشاء)  | 19 (تحت الإنشاء) | الخط تحت الإنشاء، الافتتاح: 2019. |
|          | بوستانجي-إدو ↔ دودولو            | 14.27 كم (تحت الإنشاء) | 13 (تحت الإنشاء) | الخط تحت الإنشاء، الافتتاح: 2019. |
|          | أتاكوي ↔ إكيتيلي                 | 13.0 كم (تحت الإنشاء)  | 12 (تحت الإنشاء) | الخط تحت الإنشاء، الافتتاح: 2019. |
|          | غايريتيبي ↔ مطار إسطنبول الجديد  | 37.2 كم (تحت الإنشاء)  | 9 (تحت الإنشاء)  | الخط تحت الإنشاء، الافتتاح: 2019. |
| المجموع: | المجموع:                         | 114.8 كم               | 71               |                                   |

خطوط المترو الموضحة في الجدول التالي تحت التخطيط:
| الخط | المسار                           | الطول                  | المحطات            | ملاحظات             |
| ---- | -------------------------------- | ---------------------- | ------------------ | ------------------- |
|      | كيرازلي ↔ هالكالي                | 9.70 كم (في الانتظار)  | 9 (في الانتظار)    | الخط في الانتظار.   |
|      | يني كابي ↔ سيفاكوي               | 14 كم (تحت المناقصات)  | 11 (تحت المناقصات) | الخط تحت المناقصات. |
|      | باشاكشهير ↔ كاياشهير             | 6.20 كم (في الانتظار)  | 5 (في الانتظار)    | الخط في الانتظار.   |
|      | تاوشانتيبي ↔ توزلا               | 7.90 كم (في الانتظار)  | 7 (في الانتظار)    | الخط في الانتظار.   |
|      | تشيكميكوي–سانجاكتيبي ↔ سلطان بيه | 10.90 كم (في الانتظار) | 9 (في الانتظار)    | الخط في الانتظار.   |
|      | محمود بيه ↔ إسينيورت             | 18.50 كم (في الانتظار) | 12 (في الانتظار)   | الخط في الانتظار.   |
|      | بينديك ساهل ↔ كاينارجا مركز      | 5.10 كم (في الانتظار)  | 2 (في الانتظار)    | الخط في الانتظار.   |
|      | غوزتيبي ↔ عمرانية                | 13.03 كم (في الانتظار) | 11 (في الانتظار)   | الخط في الانتظار.   |
|      | هاستاني ↔ ينيدوان                | 6.90 كم (في الانتظار)  | 6 (في الانتظار)    | الخط في الانتظار.   |

### الجزء الأوروبي
توسعة خط المترو إم-3
خط بكركوي-كيرازلي. تحت الإنشاء.
خط المترو إم-7

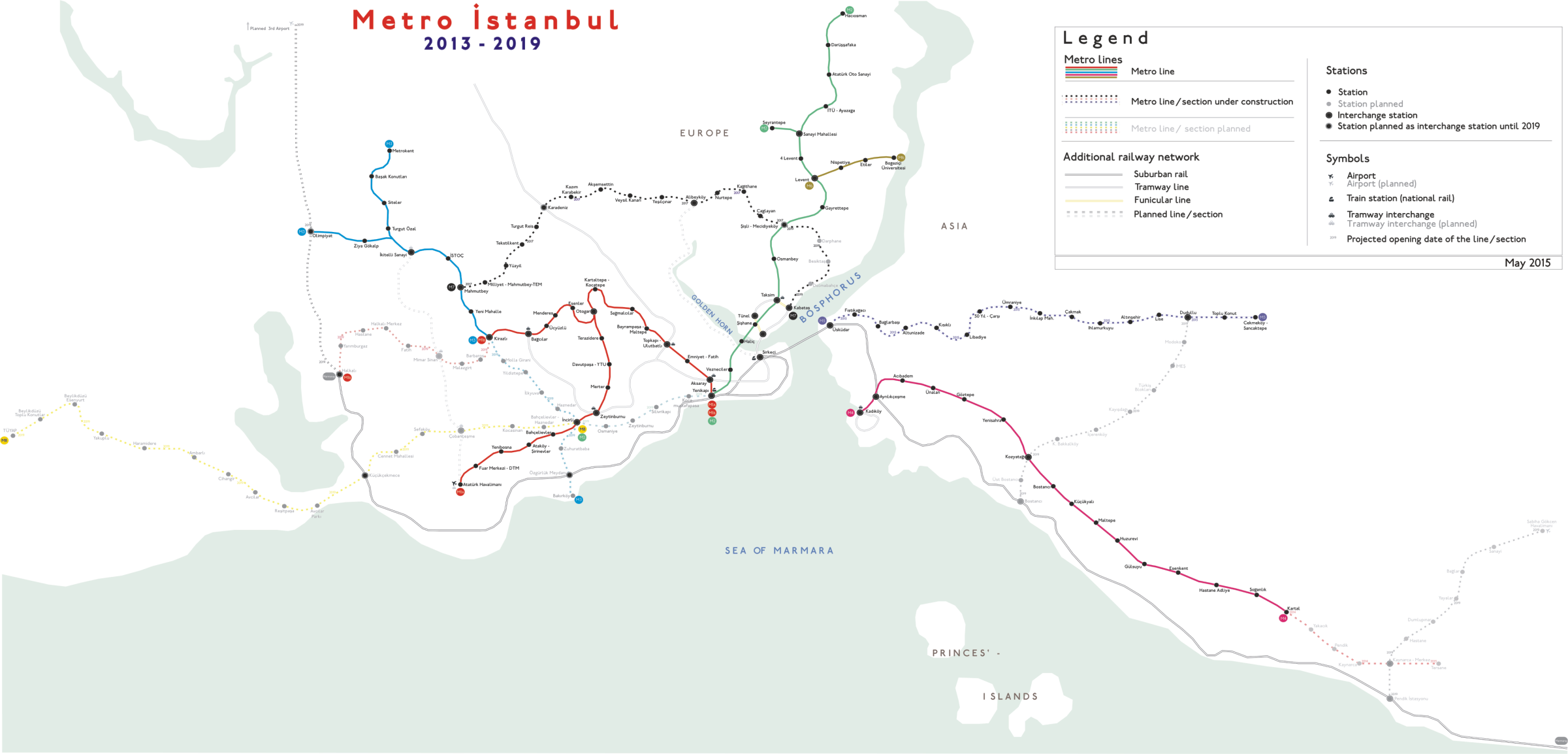
خريطة شبكة مترو إسطنبول متضمنة الخطوط والتوسعات تحت الإنشاء، وكذلك الخطوط والتوسعات المقترحة.

خط إم-7 بين كاباتاش ومحمود بيه تحت الإنشاء. في 20 ديسمبر 2013، سلم مشروع إنشاء الخط إلى مجموعة كاليون. إلا إن عملية الحفر تأجلت في 9 فبراير 2014. سيمتد الخط على طول 24.5 كم (15.2 ميل) مع 19 محطة، ومن المتوقع أن يدخل الخدمة عام 2018.
خط المترو إم-9
سيصل خط المترو بين أتاكوي وإكيتيلي مع 10 محطة بينهما.
خط مترو مطار إسطنبول الجديد
خط المترو غايريتيبي-تاياكادين تحت الإنشاء. المطار الجديد سيرتبط مع نظام المترو عبر خط يبدأ من محطة غايريتيبي، بطول إجمالي 33 كم وسيستغرق 26 دقيقة فقط.

### الجزء الآسيوي
خط المترو أسكودار-بيكوز سيكون موازياً لشاطئ البوسفور.
خط المترو إم-4
خط المترو إم-4 المتوجه من كاديكوي إلى تاوشانتيبي سيتوسع وسيصل في النهاية إلى مطار صبيحة غوكجن الدولي.
خط المترو إم-5
سيتحرك المترو إم-5 من أسكودار إلى تشيكميكوي عبر 16 محطة.
خط المترو إم-8
سيغادر من بوستانجي حتى دودولو عبر 13 محطة.
خط غوز تيبي-أتاشهير-عمرانية
سيصل بين غوزتيبي وأتاشهير وعمرانية عبر 11 محطة.

## وصلات خارجية
- الصفحة الرسمية لمشغل المترو (بالتركية)
- خريطة نظام مترو إسطنبول
- خريطة مترو إسطنبول مع الموقع الجغرافي
- خريطة مترو إسطنبول
- دليل مترو إسطنبول

لا توجد روابط لمواقع التواصل الاجتماعي.